# 風の抄
『風の抄』（かぜのしょう）は、古山寛の原作、谷口ジローの作画による日本の漫画。別題は『柳生秘帖』（やぎゅうひちょう）。単行本のタイトルは後述のように版によって異同があり、いずれも『風の抄』と『柳生秘帖』を併せて用いているものの、順序が異なったりしている。『ヤングチャンピオン』（秋田書店）にて、1992年No.6から1992年No.14まで連載された。
江戸時代初期、ようやく固まった徳川幕府を守ろうとする柳生一族と幕府転覆をもくろむ後水尾上皇および徳川頼宣との暗闘を描いている。

## あらすじ
大和国の古寺から「風の抄」が何者かによって盗み出された。江戸幕府と徳川宗家を守ろうとする柳生但馬守宗矩は長男・十兵衛三厳に命じて、風の抄を奪還することと事件の黒幕の野望を打ち砕くことを命じる。

## 登場人物
柳生十兵衛三厳
柳生新影流の名手。父・但馬守宗矩の命を受け、徳川幕府転覆の陰謀を阻止するため、盗み出された「風の抄」を追う。
夜叉麿
後水尾上皇に仕える忍びで八瀬童子の1人。徳川幕府転覆の秘策を記した「風の抄」を盗み出し、柳生一門と戦う。古代の剣のように切っ先が両刃で、鎺（はばき）の部分が長い刀を使う。
後水尾上皇
後醍醐天皇を崇拝し、天皇親政の世を実現するために紀州徳川家、加賀前田家、長州毛利家、薩摩島津家など反徳川幕府の諸侯に檄を飛ばして、幕府転覆を謀ろうとする。
月ノ輪の宮
後水尾上皇の息女。十兵衛がかつて幕府よりの御付武士としてそばにあった女性。109代明正天皇であったが、既に譲位している。
徳川頼宣
徳川家康の十男で紀州和歌山城主。「南海の竜」を自称し、自らが徳川家の正統であるとの自負から江戸幕府に反発し、後水尾上皇と結んで幕府転覆を謀ろうとする。
柳生六丸
十兵衛三厳の腹違いの弟で宗矩の末子。後の列堂義仙（六丸は幼名）。兄とともに幕府転覆の陰謀を阻止するため、奔走する。
柳生但馬守宗矩
徳川将軍家の剣術指南役であり、諸大名家に剣術師範役として送り込まれた柳生一門の総帥。ようやく基礎の固まった徳川幕府を護るため、「風の抄」の奪還を長子・十兵衛に命じる。
勝海舟
旧幕臣であり、江戸城無血開城の功労者。本作品は勝海舟の語る幕府瓦解にまつわる裏話といった形でつづられていく。

## 制作背景
谷口にとって初めての時代劇作品。柳生十兵衛を題材としたのは谷口の提案によるものである。

## 評価
夏目房之介は「古山寛の脚本はこれでもかという忍者物時代劇のてんこ盛り。谷口はクロサワ映画的な集団戦闘場面や決闘を楽しそうに描いている。ただいささか盛り込み過ぎの感があり、慣れない時代劇で、消化不良の印象もある。」と感想を述べている。

## 書誌情報
- 古山寛、谷口ジロー『風の抄 - 柳生秘帖』 秋田書店〈ヤングチャンピオンコミックス〉、全1巻
  1. 1992年8月発売 ISBN 4-253-10364-2
- 古山寛、谷口ジロー『柳生秘帖・風の抄』 秋田書店〈秋田コミック文庫〉、全1巻
  1. 2004年10月発売 ISBN 4-253-17836-7
- 古山寛、谷口ジロー『柳生秘帖 〜柳生十兵衛 風の抄〜』 リイド社〈SPコミックス〉、全1巻
  1. 2015年1月30日発売 ISBN 978-4-8458-4211-7